# أليخاندرو مارتين غونزاليس
أليخاندرو مارتين غونزاليس (بالإسبانية: Alejandro Martín González)‏ مواليد 11 أغسطس 1973 في غوادالاخارا، هو ملاكم محترف مكسيكي معتزل كان يصنف ضمن فئة وزن الوسط بدأ مسيرته الاحترافية سنة 1988 حيث انتصر في نزاله الأول. حقق بطولة المجلس العالمي للملاكمة.

## المسيرة الاحترافية
من نزالاته:
- خسر أمام ستيفي جونستون (20-04-2002).
- انتصر على أورلاندو ساليدو (02-12-2001).
- انتصر على ستيف فوربس (11-03-2000).
- خسر أمام لويسيتو إسبينوزا بالضربة القاضية (01-03-1996).
- انتصر على كيفن كيلي (07-01-1995).
- انتصر على سيزار سوتو (06-08-1994).
- انتصر على لويسيتو إسبينوزا بالضربة القاضية (13-08-1993).

## إحصائيات
خاض خلال مسيرته 55 نزالا، فاز في 49 وتعادل في 1 وخسر في 5. فاز بالضربة القاضية في 33 نزالا.

## روابط خارجية
- أليخاندرو مارتين غونزاليس على موقع بوكس ريك (الإنجليزية) (registration required)